# Óriás tücsökmadár
Az óriás tücsökmadár (Helopsaltes fasciolata) a verébalakúak (Passeriformes) rendjébe, ezen belül a tücsökmadárfélék (Locustellidae) családjába és a Helopsaltes nembe tartozó faj. 16-18 centiméter hosszú. Ázsia közép és középkeleti részén költ, Indonézia keleti szigetein és a Fülöp-szigetek déli részén telel. A vízhez közeli erdőszéleket, bozótosokat kedveli. Rovarokkal táplálkozik. Júniustól júliusig költ.

## Fordítás
- Ez a szócikk részben vagy egészben  a   Gray's grasshopper warbler című angol Wikipédia-szócikk fordításán alapul.  Az eredeti cikk szerkesztőit annak laptörténete sorolja fel. Ez a jelzés csupán a megfogalmazás eredetét és a szerzői jogokat jelzi, nem szolgál a cikkben szereplő információk forrásmegjelöléseként.